# Unciaal 0108
Unciaal 0108 (Gregory-Aland), ε 60 (Soden) is een van de Bijbelse handschriften in de Griekse taal. Het dateert uit de 7e eeuw en is geschreven met uncialen op perkament.

## Beschrijving
Het bevat de tekst van het Evangelie volgens Lucas (11,37-41.42-45). De gehele codex bestaat uit 1 blade (30 × 24 cm) en werd geschreven in twee kolommen per pagina, 23-24 regels per pagina.
De Codex is een representant van het Alexandrijnse tekst-type, Kurt Aland plaatste de codex in Categorie II.

## Geschiedenis
Het handschrift bevindt zich in de Russische Nationale Bibliotheek (Gr. 22), in Sint-Petersburg.